# Institut pro kriminologii a sociální prevenci
Institut pro kriminologii a sociální prevenci (IKSP) je resortní výzkumná organizace, organizační složka státu zřízená Ministerstvem spravedlnosti ČR. Předmětem jeho činnosti je kriminologický výzkum, vycházející z mezioborového přístupu, konkrétně výzkumná, studijní a analytická činnost v oblasti trestní a bezpečnostní politiky, účinnosti trestní legislativy, viktimologie a penologie, kontroly zločinnosti prostředky represe a prevence, projevů a příčin kriminality a prekriminality a souvisejících sociálně patologických jevů. 

## Organizace
Postavení, činnost a organizaci Institutu v současnosti upravuje jeho Statut, vydaný Instrukcí Ministerstva spravedlnosti č. IKSP 202/2014, ze dne 20. 6. 2014. Ředitelem IKSP je JUDr. Petr Zeman, Ph.D. Organizační útvary Institutu tvoří výzkumná skupina, sekretariát, ekonomický úsek a pracovní týmy, sestavované z výzkumných pracovníků na řešení jednotlivých výzkumných úkolů pod vedením odpovědných řešitelů. Vedoucí těchto útvarů a odpovědné řešitele pro jednotlivé výzkumné úkoly jmenuje a odvolává ředitel IKSP. Vědecká rada je poradním sborem ředitele Institutu. Je složená z externích odborníků z teorie i praxe relevantních oborů a jejím úkolem je projednávat zásadní otázky činnosti a vědeckého rozvoje Institutu, včetně střednědobých plánů výzkumné činnosti, a vyjadřovat se k odborným poznatkům a doporučením pro praxi. Vědecká rada zároveň plní funkci vědecké redakce pro účely ediční činnosti Institutu. 

## Historie
Institut pro kriminologii a sociální prevenci vzniknul jako Vědeckovýzkumný ústav kriminalistiky v roce 1960. Šlo o spolupráci tří rezortů – Generální prokuratury, ministerstva spravedlnosti a ministerstva vnitra. V roce 1966 se ústav přejmenoval na Výzkumný ústav kriminologický při Generální prokuratuře a od té doby se již zabýval výlučně kriminologií, zejména pak kriminalitou mladistvých, její recidivou a prevencí. V letech 1968–1969 vystupoval VÚK na podporu pražského jara, během normalizace z něj museli odejít nejzkušenější pracovníci a došlo k značné ideologizaci výzkumu; ústav měl spíše podrobně rozpracovávat řešení, navržená státními orgány, než samostatně bádat.
V roce 1990 přijal VÚK současný název a v roce 1994 přešel pod Ministerstvo spravedlnosti.

## Činnost
Odborná činnost IKSP je realizována na základě Střednědobých plánů výzkumné činnosti, které vycházejí zejména z vládních, resortních či meziresortních koncepčních dokumentů v oblasti trestní politiky a vnitřní bezpečnosti, a z podnětů od hlavních uživatelů výsledků jeho činnosti. Odborná činnost IKSP se neomezuje jen na řešení stanovených výzkumných úkolů, ale ve významné míře spočívá i v kontinuálním předávání průběžně získávaných výzkumných poznatků širší odborné veřejnosti.
Předmětem činnosti jsou především oblasti:
- soukromého práva, trestního práva, justice, kriminologie a vězeňství,
- sankční a bezpečnostní politika a kontrola kriminality (včetně problematiky obětí),
- zacházení s pachateli a komplexní penologická problematika, účinnost trestů, alternativních opatření a odklonů v trestním řízení a
- analýzy hodnocení dopadů právní regulace.

Hlavním úkolem IKSP je přispívat k tvorbě kvalitní legislativy, trestní a sankční politiky, založené na vědeckých poznatcích a zaměřené na účinnější kontrolu kriminality. Za tím účelem s využitím kriminologických metod a postupů realizuje výzkum v oblasti trestní justice, bezpečnostní politiky, účinnosti trestní legislativy, kontroly kriminality prostředky represe a prevence, projevů a příčin kriminality a souvisejících sociálně patologických jevů.